# Watergate Babies
Terminem Watergate Babies (z ang. „Dzieci Watergate”) określono sytuację z amerykańskich wyborów kongresowych z 1974 roku.
Przed niespełna półtora rokiem do rezygnacji ze stanowiska zmuszony został republikański prezydent Richard Nixon w związku z Aferą Watergate. Wiele osób z jego otoczenia, związanych rzecz jasna z jego partią, zostało skazanych za towarzyszące temu przestępstwa. Wreszcie następca Nixona, Gerald Ford, ułaskawił go od in blanco wszelkich przestępstw „których dopuścił się lub mógł dopuścić w okresie pełnienia urzędu prezydenta”, co zostało odebrane przez opinię publiczną zdecydowanie negatywnie.
W 1974, na skutek ogromnego spadku zaufania do administracji i republikanów, opozycyjna Partia Demokratyczna pokonała wielu republikanów w wyborach (także tych niezwiązanych z Nixonem czy Watergate). Osoby wybrane na tej fali w dotychczas tradycyjnych bastionach republikańskich zostały ochrzczone mianem „Watergate Babies”.
Ponieważ Watergate i postawa establishmentu wywołała niechęć do „zgniłego Waszyngtonu”, za swego rodzaju dziecko Watergate można uważać byłego gubernatora Georgii, mało znanego Jimmy’ego Cartera, który na tej fali, jako człowiek spoza establishmentu, został wybrany na prezydenta z ramienia Partii Demokratycznej w 1976, pokonując Forda.
Podobne zjawisko miało miejsca w latach 1980, kiedy republikanie zdobyli, na fali niepopularności Cartera i popularności swego kandydata Ronalda Reagana większość w Senacie po raz pierwszy od 1955, oraz w 2006, kiedy korzystając z niepopularności George’a W. Busha demokraci po raz pierwszy od 1995 zdobyli większość w obu izbach Kongresu i stanowiskach gubernatorskich, pokonując także zdecydowanie liberalnych i antyprezydenckich republikanów (np. Lincoln Chafee).